# Live at the Rainbow
Ne pas confondre avec la captation vidéo du concert au Rainbow du 4 juin 1977 de Bob Marley
Albums de Iron Maiden
Video Pieces
(1983)
Live at the Rainbow, est la première vidéo musicale du groupe de heavy metal britannique Iron Maiden, enregistrée le 21 décembre 1980 et publiée en 1981.
L'enregistrement contient sept morceaux:
1. Ides of March
2. Wrathchild
3. Killers
4. Remember Tomorrow
5. Transylvania
6. Phantom of the Opera
7. Iron Maiden

La cassette video originale est une rareté, mais ces titres ont été réédités en DVD dans le coffret The Early Days. Par ailleurs, deux titres (Iron Maiden et Phantom of the Opera) ont trouvé place en bonus sur le premier album du groupe Iron Maiden lors de leur réédition en 1998.

## Formation
- Paul Di'Anno : chant
- Adrian Smith : guitare
- Dave Murray : guitare
- Steve Harris : basse
- Clive Burr : batterie